# Black Lagoon
Black Lagoon (jap. BLACK LAGOON, Burakku Ragūn) ist eine Manga-Serie des japanischen Zeichners Rei Hiroe. Der actionbetonte Manga, der erstmals 2001 erschien und sich der Seinen-Gattung zuordnen lässt, wurde als Anime-Serie verfilmt.

## Handlung
Der Büroangestellte Rokuro Okajima soll für seine japanische Firma eine wichtige Diskette mit dem Schiff nach Borneo bringen. Dabei wird er von der Lagoon Company, die im Auftrag der russischen Mafia arbeitet, überfallen und als Geisel genommen. Die Gruppe besteht aus der schießwütigen Revy, dem Afro-Amerikaner Dutch, der die Gruppe führt, und dem Techniker Benny. Nachdem seine Firma ihn kurzerhand für tot erklären lässt und Rokuro keinen Grund sieht, nach Japan zurückzukehren, schließt er sich der Gruppe an und erhält den Spitznamen Rock.
Die Lagoon Company schmuggelt mit ihrem Schnellboot, der Black Lagoon, in Südostasien und nimmt Aufträge der Mafia und Verbrechersyndikaten an, insbesondere dem russischen Syndikat Hotel Moscow, zu dem sie gute Beziehungen haben. Die Chefin von Hotel Moscow, die knallharte Balalaika, arbeitet gelegentlich Hand in Hand mit ihnen. Das Büro befindet sich in der fiktiven Küstenstadt Roanapur in Thailand. Die Zeit zwischen zwei Aufträgen verbringen die Charaktere hauptsächlich im Lokal The Yellow Flag, einer Bar in Roanapur, die oftmals durch Schießereien dem Erdboden gleichgemacht wird. Revy und Benny wuchsen in New York auf, wo die oft durch vulgäre Ausdrücke glänzende Revy auch ihre Fertigkeiten an der Pistole erlernte.
Im Verlauf der Serie muss sich die Lagoon Company mit einer Vielzahl von Bedrohungen aus dem Bereich der organisierten Kriminalität wie z. B. der japanischen Yakuza oder den chinesischen Triaden auseinandersetzen, außerdem Neonazis, der radikal-islamischen Hisbollah-Miliz, dem amerikanischen Geheimdienst CIA und einer Reihe von Attentätern. Aus diesem Handlungsrahmen geht aber auch eine wachsende Zahl an Freundschaften mit wiederkehrenden Figuren hervor, besonders erwähnenswert die Nonne Eda und die Berufskillerin Shenhua (von Revy nur Miss Bitteschön genannt).

## Titel
Wie auch der Serientitel selbst englisch ist, so tragen alle Kapitel und Episoden – auch in der japanischen Originalausgabe des Animes und des Mangas – englische oder deutsche Namen (in Rōmaji-Schrift). So lautet zum Beispiel der Titel der vierten Folge der ersten Anime-Serie Die Rückkehr des Adlers.

## Veröffentlichungen
Der Manga erschien als Kurzgeschichte erstmals in Ausgabe 4/2001 vom 19. März 2001 des japanischen Manga-Magazins Sunday Gene-X beim Verlag Shogakukan. Als diese Anklang bei der Leserschaft des Magazins fand, entschloss man sich, aus dem kurzen Werk eine fortlaufende Serie zu machen. Seit Ausgabe 5/2002 vom 19. April 2002 wird jeden Monat ein neues Kapitel der Serie in Sunday Gene-X veröffentlicht. Die Einzelkapitel erschienen ab Dezember 2002 auch in bisher 13 Sammelbänden.
Black Lagoon wurde ins Koreanische übersetzt und erscheint auf Französisch bei Kabuto, auf Englisch bei Viz Media und auf Spanisch bei Norma Editorial. Die von Nadja Stutterheim ins Deutsche übersetzten Sammelbände erscheinen seit September 2006 bei Carlsen Comics. Bisher sind 13 Bände erschienen.

## Anime
2006 produzierte das Studio Madhouse unter der Regie von Sunao Katabuchi eine zwölfteilige Anime-Fernsehserie zum Manga. Das Charakterdesign entwarf Masanori Shino, die künstlerische Leitung übernahmen Hidetoshi Kaneko und Takuya Iida. Die Serie wurde erstmals im März 2006 auf der Tōkyō Kokusai Anime Fair gezeigt.
Die Ausstrahlung im japanischen Fernsehen begann am 9. April bei Chiba TV kurz nach Mitternacht (und damit am vorigen Fernsehtag) und lief bis zum 25. Juli. Binnen einer Woche folgten Tokyo MX, TV Kanagawa, KBS Kyōto, Nagoya TV, Nagano Asahi Hōsō, Nara TV, Ai TV, Tochigi TV, Gunma TV, TV Saitama, Kyūshū Asahi Hōsō, Nagasaki Bunka Hōsō, Sendai Hōsō, Ishikawa TV und schließlich ab 7. Juli Sun TV.
Die zweite Staffel, ebenfalls mit 12 Folgen, mit dem Titel Black Lagoon: The Second Barrage, wurde vom 3. Oktober bis zum 19. Dezember 2006 auf Sendai Hōsō ausgestrahlt und direkt im Anschluss daran auf Kyūshū Asahi Hōsō. Binnen ein bis zwei Wochen folgten Sun TV, KBS Kyōto, TV Kanagawa, Nagoya TV, Nagano Asahi Hōsō, Nara TV, Ishikawa TV, Tochigi TV, Ai TV, Gunma TV, TV Saitama, Chiba TV, Tokyo MX und schließlich ab dem 12. Oktober Nagasaki Bunka Hōsō.
Fortgesetzt wurden diese durch eine 5-teilige OVA-Staffel namens Black Lagoon: Roberta’s Blood Trail, deren erste Folge am 17. Juli 2010 veröffentlicht wurde.
Die Serie wurde auf Englisch von G4TechTV Canada und Starz Edge und auf Italienisch von MTV Italia ausgestrahlt. Der Anime wurde außerdem unter anderem ins Französische, Portugiesische und Spanische übersetzt. In Deutschland, Österreich und der Schweiz erschienen beide Staffeln und die OVA auf insgesamt acht DVDs bei Anime Video (später unter dem Label Kazé Deutschland). Fünf Folgen der zweiten Staffel (13, 14, 15, 16 und 21) wurden mit FSK 18 bewertet, alle anderen wurden mit FSK 16 bewertet. Ab dem 7. Dezember 2007 wurde die Serie in Deutschland durch den Fernsehsender Animax ausgestrahlt, eine Free-TV-Ausstrahlung war ab 17. Juni 2013 auf Tele 5 zu sehen.

### Synchronisation
| Rolle     | Japanischer Sprecher (Seiyū) | Deutsche Sprecher |
| --------- | ---------------------------- | ----------------- |
| Rock      | Daisuke Namikawa             | Tobias Nath       |
| Revy      | Megumi Toyoguchi             | Antje von der Ahe |
| Dutch     | Tsutomu Isobe                | Thomas Petruo     |
| Benny     | Hiroaki Hirata               | Christoph Banken  |
| Balalaika | Mami Koyama                  | Peggy Sander      |

### Musik
Die Musik der Serie wurde von Edison komponiert. Der Vorspanntitel der ersten und zweiten Staffel ist Red Fraction getextet und gesungen von Mell und komponiert von Kazuya Takase. Für den Abspann der ersten Staffel verwendete man das Instrumentalstück Don’t Look Behind, komponiert und gespielt von Edison. Ausgenommen hiervon sind Folge 15, in der The World of Midnight, komponiert, getextet und gesungen von Minako „mooki“ Obata, und Folge 24, in der Peach Headz Addiction, gespielt von Breath Frequency verwendet wurden.

## Light Novel
Am 18. Juli 2008 erschien eine Light Novel zum Manga bei Gagaga Bunko in Japan. Diese wurde von Gen Urobuchi geschrieben, Rei Hiroe trug die Zeichnungen bei.